# Statens vård och omsorgsutredning
Statens vård och omsorgsutredning är en statlig utredning som tillsattes av Sveriges regering i januari 2011 i syfte med att komma med förslag att bland annat gällande myndighetsstrukturen. Den förre VD:en för Apoteket Stefan Carlsson utsågs till särskild utredare. Utredningen hade bland annat i uppgift att komma med förslag om hur myndighetsstrukturen kan förenklas och renodlas så att styrningen av vården kan bli enklare. Utredningen hade även i uppgift att komma med förslag om hur överlappningar skall bli mindre förekommande.
Utredaren lade fram sina förslag den 15 maj 2012.

## Myndigheter och statsadministration som berörs
- Socialstyrelsen
- Läkemedelsverket
- Smittskyddsinstitutet
- Statens folkhälsoinstitut
- Statens beredning för medicinsk utvärdering
- Tandvårds- och läkemedelsförmånsverket
- Myndigheten för handikappolitisk samordning (Handisam)
- Hjälpmedelsinstitutet
- Barnombudsmannen
- Försäkringskassans tandvårdsadministration
- Myndigheten för internationella adoptionsfrågor
- Statens institutionsstyrelse
- Hälso- och sjukvårdens ansvarsnämnd
- Myndigheten för vårdanalys

## Utredningens slutsatser
Utredningen som lade sitt slutbetänkande den 15 maj kom med följande slutsatser:
Lägg ner tolv vårdmyndigheter och ersätt dem med följande fyra nya myndigheter:
- Kunskapsmyndighet för hälsa, vård och omsorg.
- Inspektionsmyndighet för hälsa, vård och omsorg.
- Infrastrukturmyndighet för hälsa, vård och omsorg.
- Myndighet för välfärdsstrategier.

Myndigheter och statsadministration som ej berörs av de föreslagna myndighetsförändringarna:
- Statens institutionsstyrelse
- Hälso- och sjukvårdens ansvarsnämnd
- Forskningsrådet för arbetsliv och socialvetenskap,
- Barnombudsmannen
- Försäkringskassans tandvårdsadministration